# Francesco Morosini (sommergibile 1938)
Il Francesco Morosini è stato un sommergibile della Regia Marina.

## Storia
Fu assegnato al 2º Gruppo Sommergibili con base Napoli per il quale fu usato per l'addestramento dal 1938 al 1940.
Svolse due sole missioni offensive in Mediterraneo, per un totale di 3521 miglia percorse in superficie e 765 in immersione.
Nella mattinata del 15 giugno 1940 cercò vanamente di colpire una nave francese nei pressi di Capo Palos e il giorno seguente avvistò un convoglio senza poterlo attaccare perché troppo lontano. Il 21 giugno lanciò un siluro contro un mercantile di medie dimensioni; fu avvertito un forte scoppio ma non sono mai stati confermati danneggiamenti.
Si decise poi di inviarlo in Atlantico. Il 25 ottobre lasciò Napoli e il 31 passò lo stretto di Gibilterra, sprofondando sino a 130 metri a causa delle correnti. Raggiunto il settore d'operazioni al largo di Porto, lo pattugliò sino al 26 novembre; due giorni dopo giunse a Bordeaux, sede della base italiana di Betasom.
Il 22 gennaio 1941 salpò per la seconda missione giungendo nelle acque scozzesi (sua zona d'agguato) il 29 gennaio; l'8 febbraio lanciò tre siluri contro un mercantile, senza riuscire a colpirlo, e il 24 febbraio fece ritorno a Bordeaux dopo aver anche cercato infruttuosamente una portaerei che gli era stata segnalata via radio.
Il 30 aprile 1941, al comando del capitano di corvetta Athos Fraternale (che aveva sostituito il capitano di corvetta Alfredo Criscuolo, che aveva comandato il Morosini dall'inizio della guerra), lasciò Bordeaux per la terza missione, da svolgersi ad ovest dell'Irlanda. Durante la navigazione attaccò col cannone la nave cisterna inglese Vancouver (5727 tsl) ma questa riuscì ad allontanarsi perché più veloce(una scusa che non regge all'esame dei fatti: la cisterna, costruita ne 1928, aveva un valocità massima di 11 nodi, il smg poteva sviluppare almeno 17!). Il 15 maggio fu attaccato con bombe da un velivolo ed obbligato ad immergersi; nei due giorni successivi cercò di avvicinarsi a convogli di cui era stato informato via radio ma non vi riuscì per il mare mosso e per errori nelle posizioni segnalate, dovendo poi fare ritorno alla base.
Il 28 giugno salpò diretto a ovest dello stretto di Gibilterra, dove riportò i primi successi: nella notte del 14-15 luglio affondò con il siluro dapprima il piroscafo merci britannico Rupert de Larrinaga (5358 tsl) e poi l'unità ausiliaria HMS Lady Somers, ex nave passeggeri da 8194 tsl (non ci furono vittime fra gli equipaggi delle due navi, composti rispettivamente da 44 e 175 uomini); si avviò quindi sulla rotta di rientro arrivando infine a Bordeaux.
A metà agosto 1941 partì da Bordeaux per portarsi nuovamente nell'area ad ovest di Gibilterra, dove, il 19 settembre, individuò un convoglio al largo di Capo Spartel e cercò di raggiungerlo, ma fu obbligato al rientro da un guasto ai motori, occorso il giorno successivo.
Il 18 novembre lasciò il porto francese per la sesta missione atlantica da svolgersi a sud delle Azzorre, e nella notte fra il 13 ed il 14 dicembre attaccò un convoglio circa 250 miglia a ovest-nordovest di La Palma; prima di poter lanciare i siluri fu rilevato dalle unità della scorta e bombardato con cariche di profondità, riportando seri danni che lo obbligarono a rientrare a Bordeaux.
L'11 gennaio 1942 partì diretto a nordest della Guadalupa per quella che sarebbe stata la sua missione più fruttuosa. Il 23 gennaio, dopo aver avvistato il piroscafo Sagaing (7968 tsl), cercò di attaccarlo ma non poté raggiungerlo perché la grande quantità di carburante imbarcato rallentava il sommergibile. 
L'11 marzo lanciò infruttuosamente due siluri contro una nave cisterna, ma poche ore dopo avvistò il piroscafo Stangarth (5960 tsl) che riuscì a silurare e affondare, in posizione 22°45' N e e 57°40' O, poco prima del tramonto del giorno seguente. Poco dopo si rifornì di nafta dal sommergibile Giuseppe Finzi. 
Nella notte fra il 15 ed il 16 marzo affondò, con tre siluri e circa ottanta colpi di cannone, la motocisterna olandese Oscilla (6347 tsl), con quattro vittime fra i 55 uomini dell'equipaggio. Nel pomeriggio del 23 marzo immobilizzò la nave cisterna britannica Peder Bogen (9741 tsl) con il lancio di due siluri e la finì poi con circa 60-70 proiettili; la nave affondò nel punto 24°53' N e 57°30' O (tutti i 53 uomini dell'equipaggio riuscirono a mettersi in salvo). Il 4 aprile il Morosini arrivò a Bordeaux.
Il 2 giugno 1942, con il tenente di vascello Francesco D'Alessandro (nato a Teramo il 21 gennaio 1914) come nuovo comandante, lasciò la base per l'ultima volta diretto nella sua zona d'agguato fra San Salvador e Porto Rico; il 30 del mese affondò, impiegando sia il cannone che i siluri, il piroscafo danese Tysa (5327 tsl), mentre il 19 luglio lanciò infruttuosamente dei siluri contro una cannoniera. Il 27 luglio si approvvigionò di 35 tonnellate di nafta e provviste dal Finzi e l'8 agosto trasmise il suo ultimo messaggio, dopo di che non se ne ebbero più notizie.
Nel dopoguerra si venne a sapere che era stato affondato nel golfo di Biscaglia l'11 agosto 1942 da un attacco aereo: colpito da quattro bombe mentre navigava in emersione, affondò di poppa con tutto l'equipaggio, alle 16.15.
Con il Morosini scomparvero il comandante D'Alessandro e 57 fra ufficiali, sottufficiali e marinai.